# Еленовка (метеорит)
Еленовка — метеорит-хондрит весом 54440 грамм. По классификации метеоритов имеет петрологический тип L5. Фаза удара: S2. Степень эрозии: W0.
Упал около села Еленовка Волновахского района Донецкой области; 47° 50' N, 37° 40' E. Найдено 8 частей метеорита.
Падение метеорита произошло 17 октября 1951 года и его наблюдало много свидетелей: Донченко Фёдор Григорьевич, обходчик путей из Еленовки; Мирошниченко Григорий Васильевич, слесарь-кузнец из Победы; Ольховский Михаил Петрович, пастух из Еленовки; Проценко Василий Елисеевич, техник эксплуатации железнодорожных путей из Еленовки; Разумный Иван Леонтьевич, старший оперуполномоченный МГБ из Еленовки; Резниченко Григорий Васильевич, агротехник из Еленовки; Фадеев Б. В., младший научный сотрудник горно-геологического института из Свердловска; Щитов Дмитрий Феоктистович, начальник милиции из Еленовки.
Метеорит обнаружил Донченко Фёдор Григорьевич, обходчик путей из Еленовки.
41440 грамма метеорита хранятся в Метеоритной коллекции РАН.